# Jomo Kenyatta
Jomo Kenyatta (oprindeligt Kamau Ngengi, senere Johnstone Kamau) (født 20. oktober ca. 1891/1894, død 22. august 1978) var Kenyas første premierminister (1963-1964) og første præsident (1964-1978).

## Liv og karriere
Kamau Ngengi, der var af Kikuyu-stammen, blev født i Ichaweri, sydvest for Mount Kenya. I 10-års alderen blev han alvorligt syg og blev opereret ved en skotsk kirkemission. Kamau blev tiltrukket af missionen og blev elev ved dens skole, samtidig med at han arbejdede i huset hos en europæer. I august 1914 blev han døbt under navnet Johnstone Kamau.
Som ung mand havde han forskellige offentlige kontorjobs i Nairobi, han blev gift og grundlagde en familie. 
I 1922 tilsluttede han sig East Africa Association, der arbejdede for at sikre kikuyuerne rettigheder over for de hvide kolonister. Bevægelsen blev forbudt i 1925, men genopstod som Kikuyu Central Association. Kamau, der da havde taget navnet Kenyatta, blev organisationens generalsekretær fra 1928.
Kenyatta grundlagde i maj 1928 et månedsblad på kikuyu Mwigithania, der med sin forsonlige tone blev tålt af kronkoloniens myndigheder. I 1929 rejste Kenyatta til London for at modarbejde planerne om en sammenslutning af Kenya, Uganda og Tanganyika, da han frygtede, at en sådan sammenslutning ville konsolidere magten hos de hvide kolonister. Selv om Kenyatta ikke fik vedkommende minister i tale, endte planen dog med at blive opgivet, men den britiske regering opretholdt en politik, der sikrede de frugtbare højlandsområder til de hvide farmere, mens kikuyuerne blev henvist til overfyldte reservater.
Kenyatta tilbragte to år på Moskvas statsuniversitet, rejste overalt i Europa og studerede derefter antropologi i London. Hans disputats blev i 1938 trykt under titlen Facing Mount Kenya. Bogen introducerede endnu et navneskifte, til fornavnet Jomo (dvs. "brændende sværd").
Kenyatta var en kort tid i 1930'erne medlem af kommunist-partiet. Under 2. verdenskrig ernærede han sig som underviser og landarbejder i England, samtidig med at han ved skribentvirksomhed søgte at fremme kikuyuernes sag.
Kenyatta var med til at organisere den 5. panafrikanske kongres, som blev holdt i Manchester i oktober 1945. Her var bl.a. Ghanas fremtidige leder, Kwame Nkrumah, også med til drøftelserne om fremtidig frihed fra kolonimagterne.
Kenyatta vendte i september 1946 tilbage til Kenya og blev fra juni 1947 formand for Kenya African Union, som udvikledes til et bredt parti til varetagelse af afrikanernes interesser. Det britiske kolonistyre var imidlertid ikke indstillet på at give indrømmelser til afrikanerne på bekostning af de hvide farmere. Dette førte i 1952 til Mau-Mau-oprøret, som rettede sig direkte og voldeligt mod de hvide farmere. 
Den 21. oktober 1952 blev Kenyatta anholdt, sigtet for at stå bag Mau-Mau. Retssagen var i formen en straffesag, men blev internationalt set som en politisk retssag. Kenyatta fastholdt både under retssagen og efterfølgende, at han ikke havde noget med Mau-Mau at gøre. Han idømtes i april 1953 syv års fængsel. 
Kenya blev dog gradvist udviklet mod flertalsstyre. De nationale kenyanske ledere valgte Kenyatta, der efter afsoningen af dommen stadig blev holdt fængslet af briterne, som formanden for Kenya African National Union (KANU) derfor nægtede at samarbejde med, så længe Kenyatta blev holdt i fængsel.
Kenyatta blev løsladt i august 1961 og forhandlede derefter betingelserne for Kenyas uafhængighed i London. KANU vandt valget i 1963 og dannede en midlertidig regering. Den 12. december 1963 blev Kenya selvstændigt med Kenyatta som premierminister. I 1964 opløste oppositionen sig selv, og Kenya blev en et-parti-stat, mens Kenyatta blev præsident. 
Han udviklede præsidentembedet til en stærk central magt, der yderligere styrkedes ved forskellige forfatningsændringer. Kenyatta forebyggede stammesplid ved konsekvent at inddrage alle stammer og etniske grupper i regeringen. Resultatet var et stabilt styre, der også kunne tiltrække udenlandske investeringer som følge af Kenyattas markedsbaserede økonomiske politik. Kenyas økonomiske vækst var i Kenyattas tid blandt de allerhøjeste i Afrika, men ulige fordeling og en ekstrem høj befolkningstilvækst betød, at de fleste kenyanere kun i begrænset omfang nød godt af udviklingen.
Udenrigspolitisk var Kenyatta vestligt orienteret og – på trods af de mange år i fængsel under det britiske styre – blandt de mest britisk-venlige ledere i Afrika. 
Kenyatta blev som præsident efterfulgt af Daniel arap Moi.